# Zapfen (Botanik)

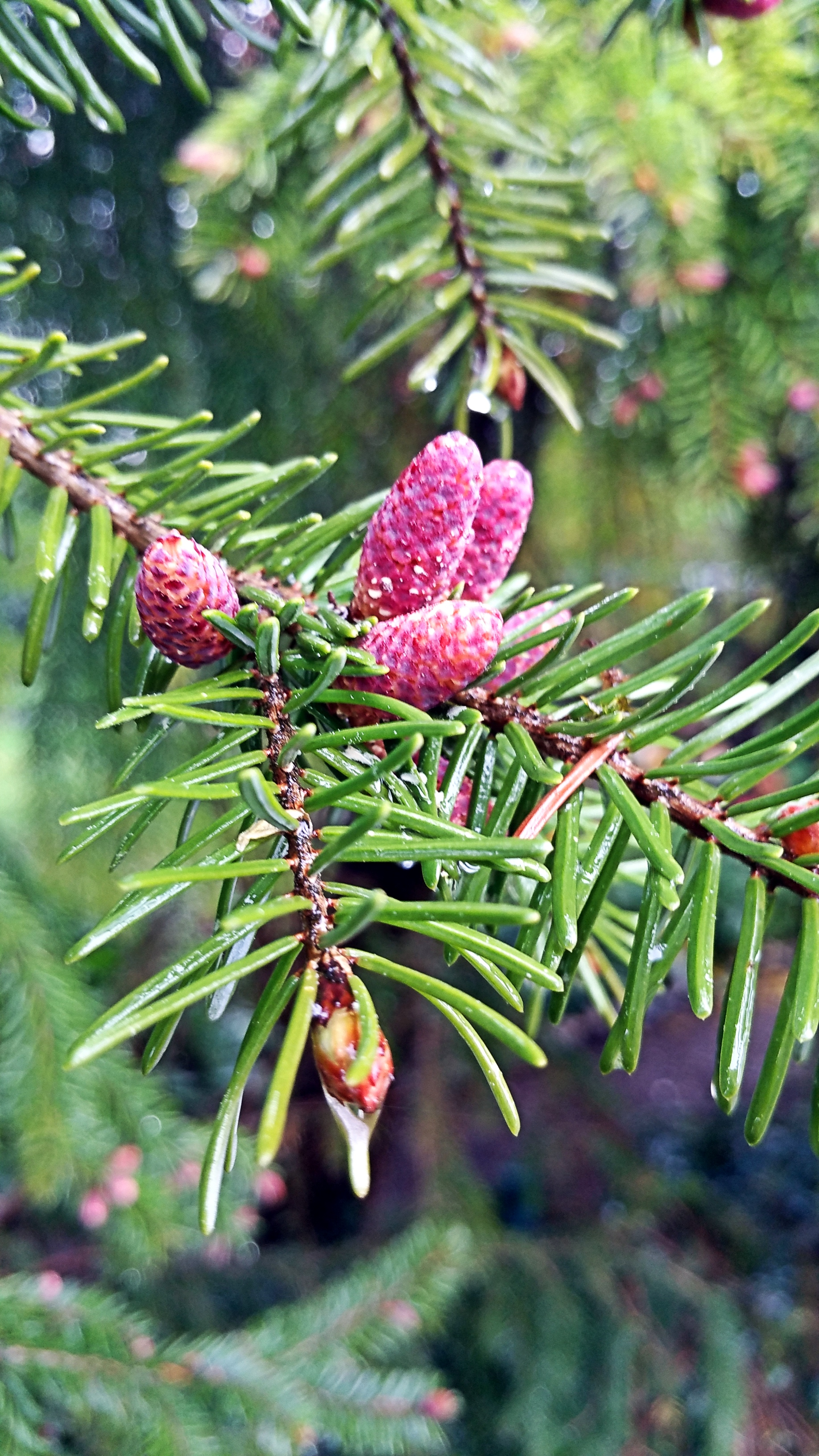
Junge Fichtenzapfen, Anfang Mai
Länge: ca. 15 mm

Als Zapfen (Strobilus) oder Tschurtschen (Nord-, Ost- und Südtirol, Kärnten) werden in der Botanik je nach Definition verschiedene Formen von Blüten- und Fruchtständen oder auch Einzelblüten von Pflanzen bezeichnet. In der engsten Definition beschränkt sich der Begriff auf die verholzten ährigen weiblichen Blütenstände der Koniferen (Nadelhölzer). Häufig werden aber sowohl die männlichen als auch weiblichen Blütenstände aller Gymnospermen (Nacktsamer) als Zapfen angesprochen. In einer weiten Definition umfassen Zapfen alle Blüten und Blütenstände mit verlängerter, verholzter Achse und im Falle eines Blütenstands auch verholzten Tragblättern.

## Zapfen der Nadelhölzer (Koniferen)

### Typische Koniferenzapfen
Definiert man Zapfen als weibliche ährenförmige Blütenstände, deren Achse und Tragblätter bei der Reife verholzen, so fallen darunter nur die weiblichen Blütenzapfen und alle ihre Entwicklungsstadien bis zu den verholzten Zapfen mit den reifen Samen, egal ob sie die charakteristische Form der Kiefern- und Fichtenzapfen haben oder rund sind wie die der Zypressen und Scheinzypressen. Stets sind Einheiten aus je einer Deckschuppe und einer Samenschuppe mit Samenanlagen oft spiralig, aber auch anders, um eine Achse herum angeordnet, wobei Deck- und Samenschuppe in unterschiedlichem Ausmaß verwachsen sein können und die Deckschuppe bis zur Reife stark reduziert sein kann. Die Deckschuppen leiten sich von Tragblättern ab, die Samenschuppen sind umgewandelte Kurztriebe und entsprechen Blüten. Der weibliche Zapfen ist also ein Blütenstand bzw. Fruchtstand. Die Integumente der Samenanlagen entwickeln sich in den meisten Familien zu einer harten Samenschale.
Obwohl die männlichen Blüten einfacher gebaut sind, niemals verholzen und nach der Blüte abfallen, werden sie meist ebenfalls als Zapfen bezeichnet. Männliche Zapfen bestehen aus spiralig um die Achse angeordneten, schuppenförmigen Mikrosporophyllen, die im reifen Zustand den Pollen entlassen.
Die Zapfen sitzen in unterschiedlicher Weise an den Zweigen der verschiedenen Nadelbaumarten. Bei der Tanne stehen die weiblichen Zapfen aufrecht, bei der Fichte hängen sie, bei der Schwarzkiefer stehen sie waagerecht von den Zweigen ab. Manche weiblichen Zapfen, etwa die der Tanne, fallen in der Zeit der Samenreife auseinander, so dass man auf dem Boden keine ganzen Tannenzapfen findet. Bei anderen Nadelhölzern fallen die weiblichen Zapfen als Ganzes vom Baum, so bei der Fichte und Kiefer. Zuvor öffnen diese Zapfen am Baum ihre Schuppen, um die geflügelten Samen zu entlassen. Bei vielen Nadelholzgewächsen öffnen sich dazu die Deckschuppen bei trockener Witterung und schließen sich wieder bei höherer Luftfeuchtigkeit oder Regen.
Siehe hierzu auch: Fortpflanzung der Koniferen

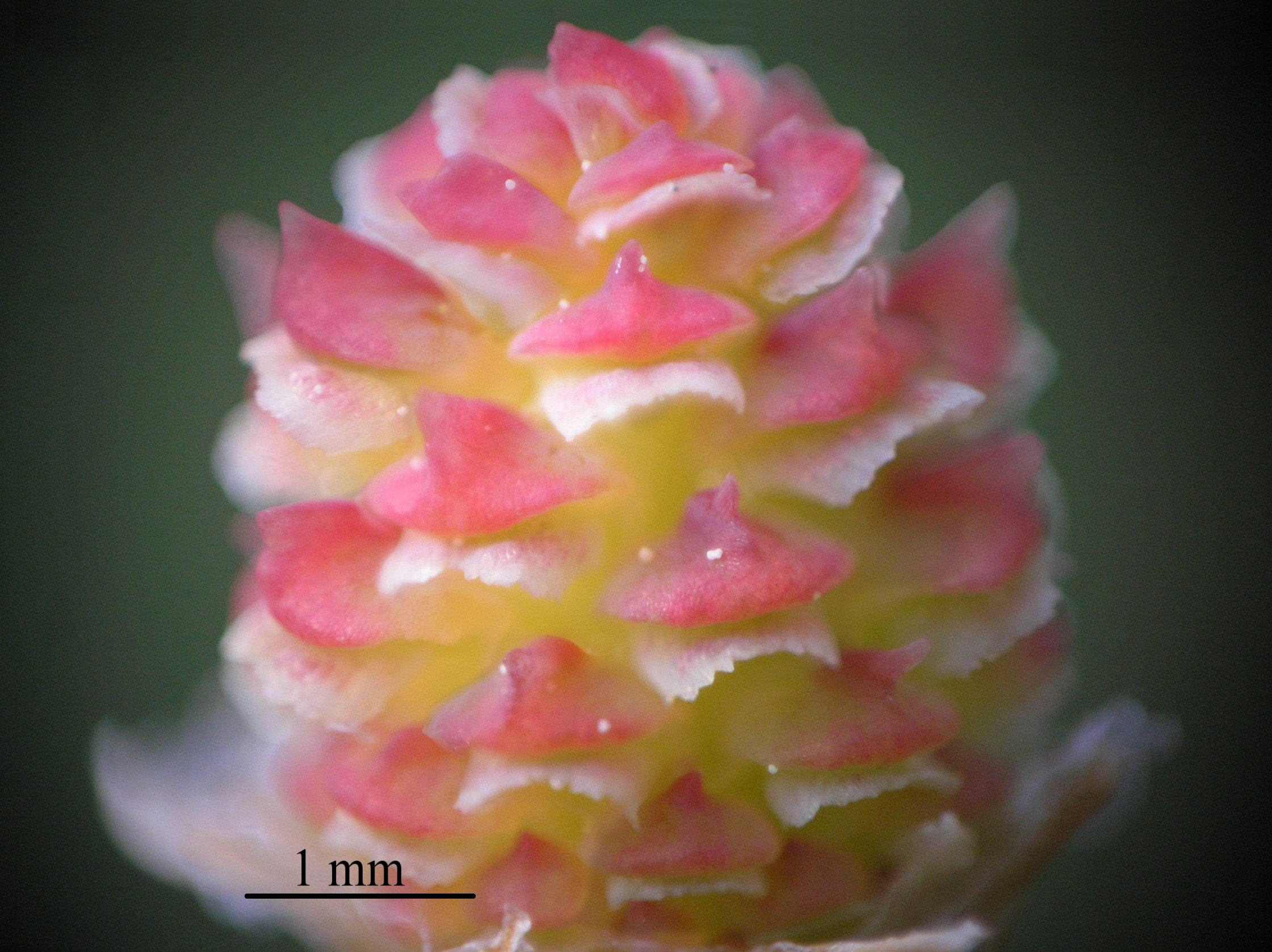
Weiblicher Blütenstand der Waldkiefer (vergrößert)
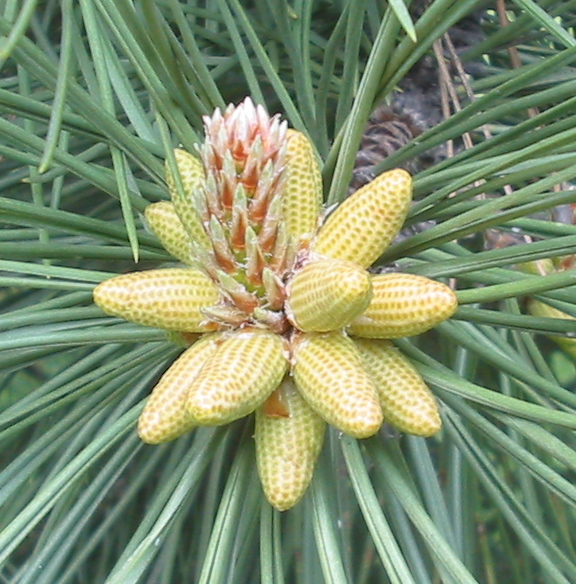
Männliche Blütenstände der Schwarzkiefer (Pinus nigra)
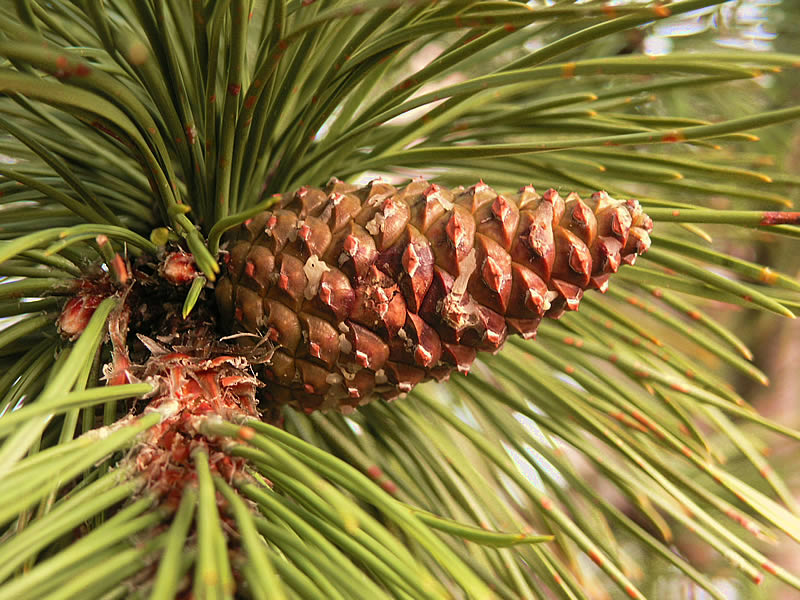
Weiblicher Zapfen der Schwarzkiefer
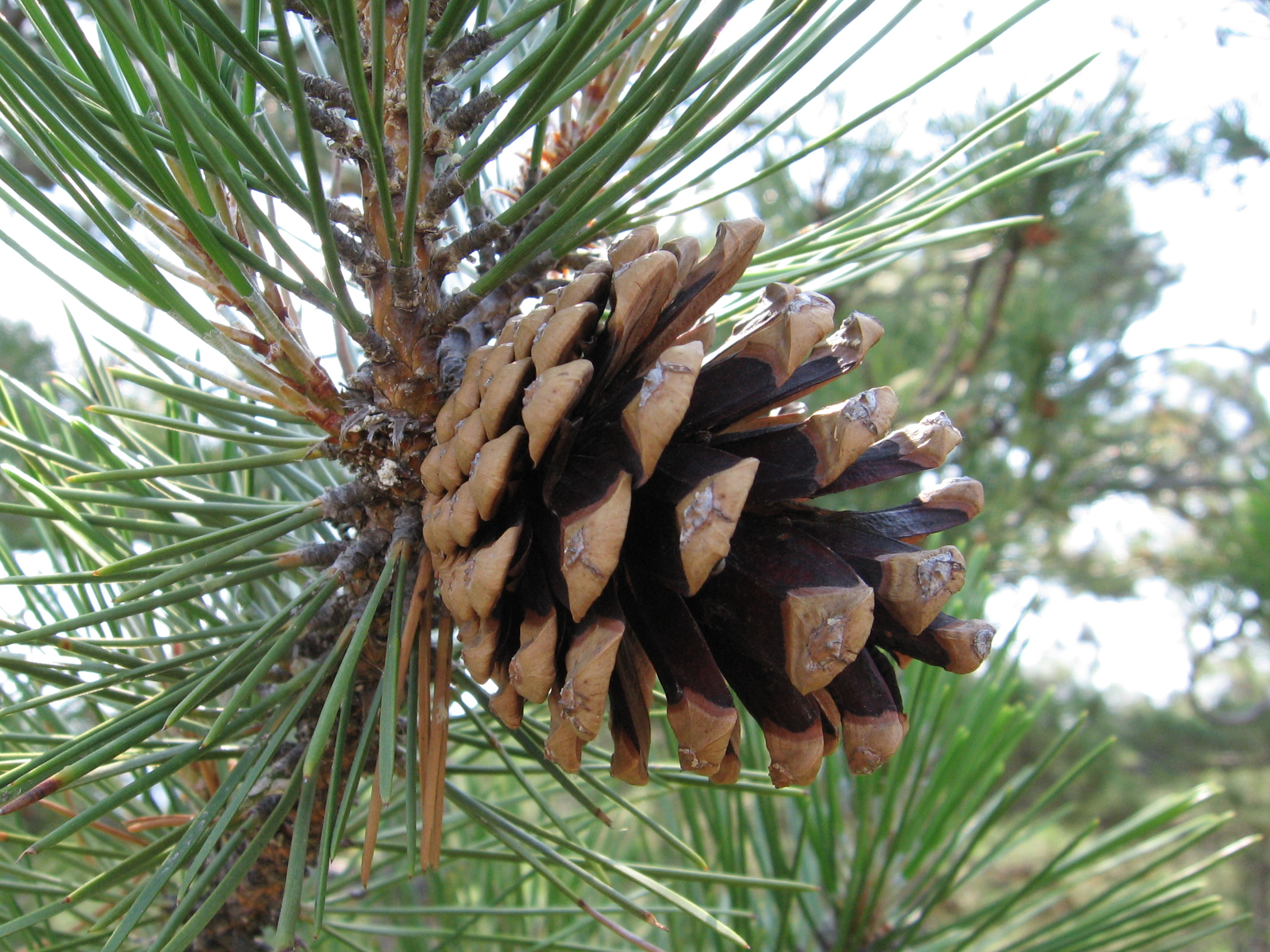
Offener weiblicher Zapfen der Schwarzkiefer
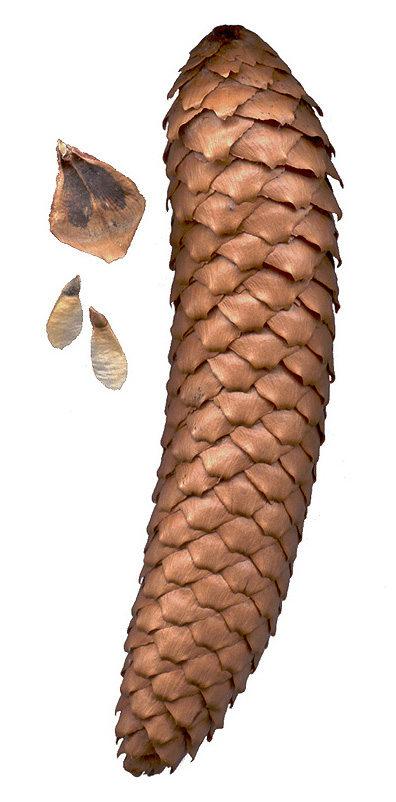
Weiblicher Zapfen mit Samenschuppe (oben links) und Samen (unten links) der Rotfichte
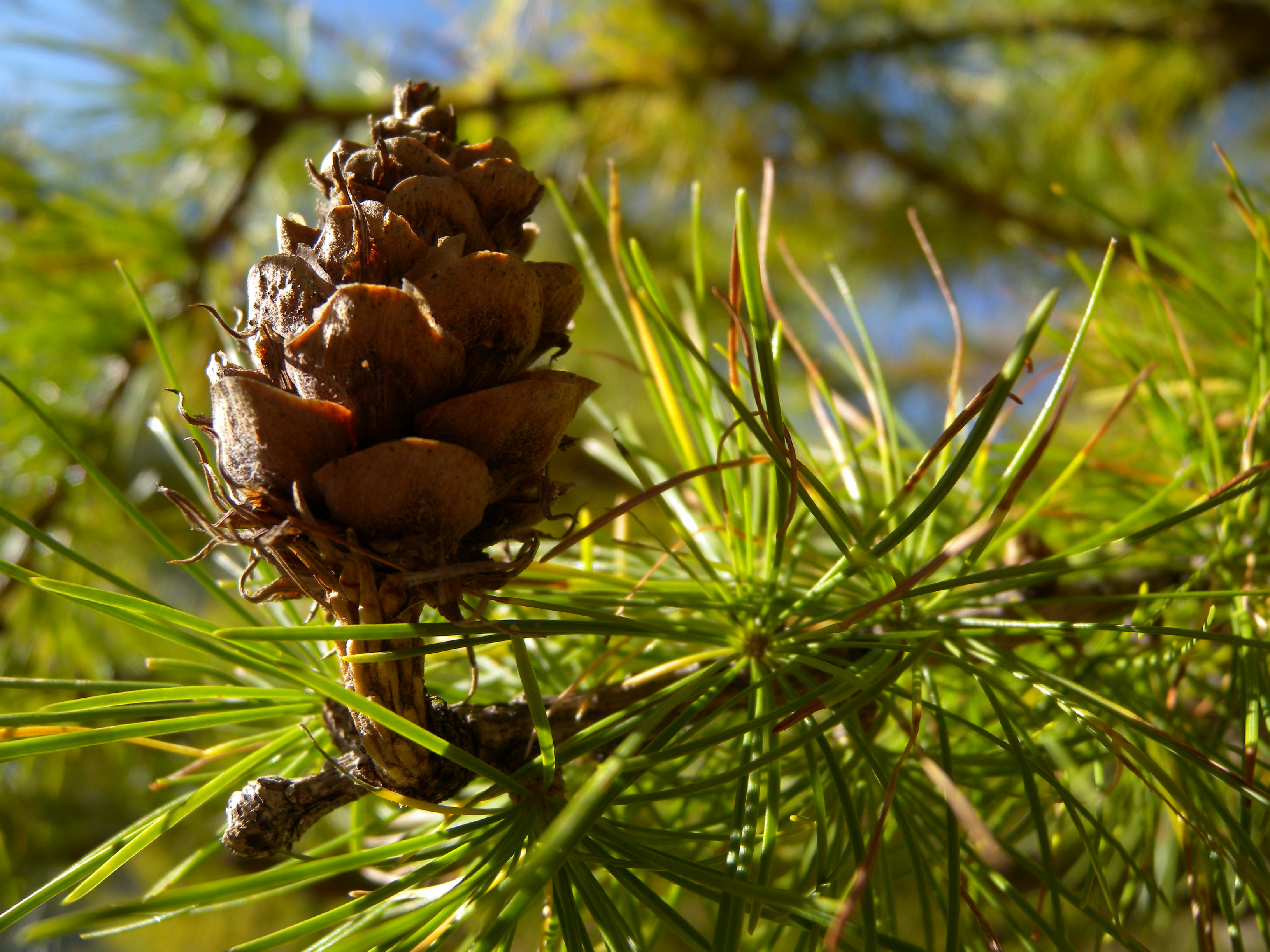
Weiblicher Zapfen einer Europäischen Lärche
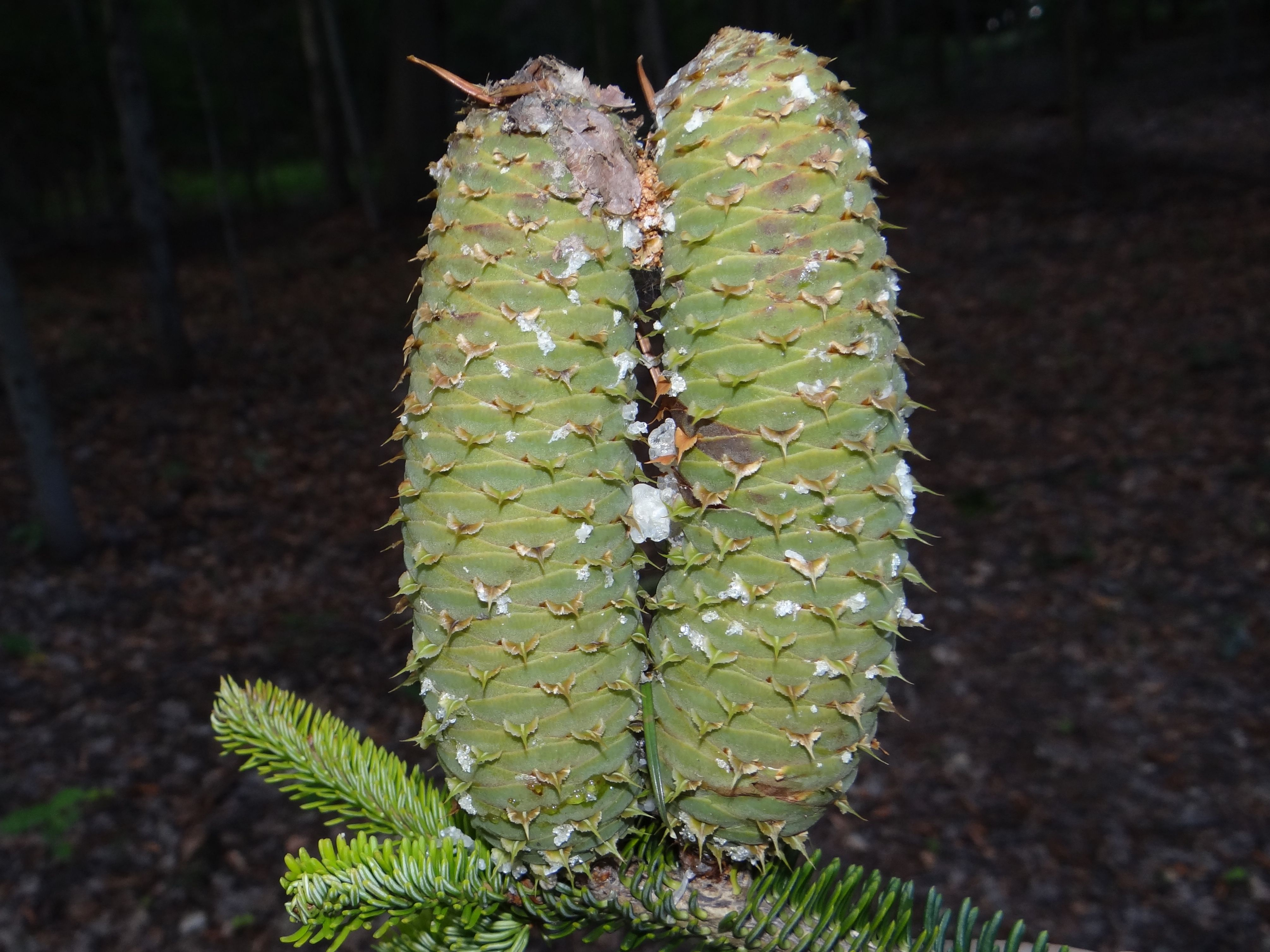
Weibliche Zapfen einer Weiß-Tanne
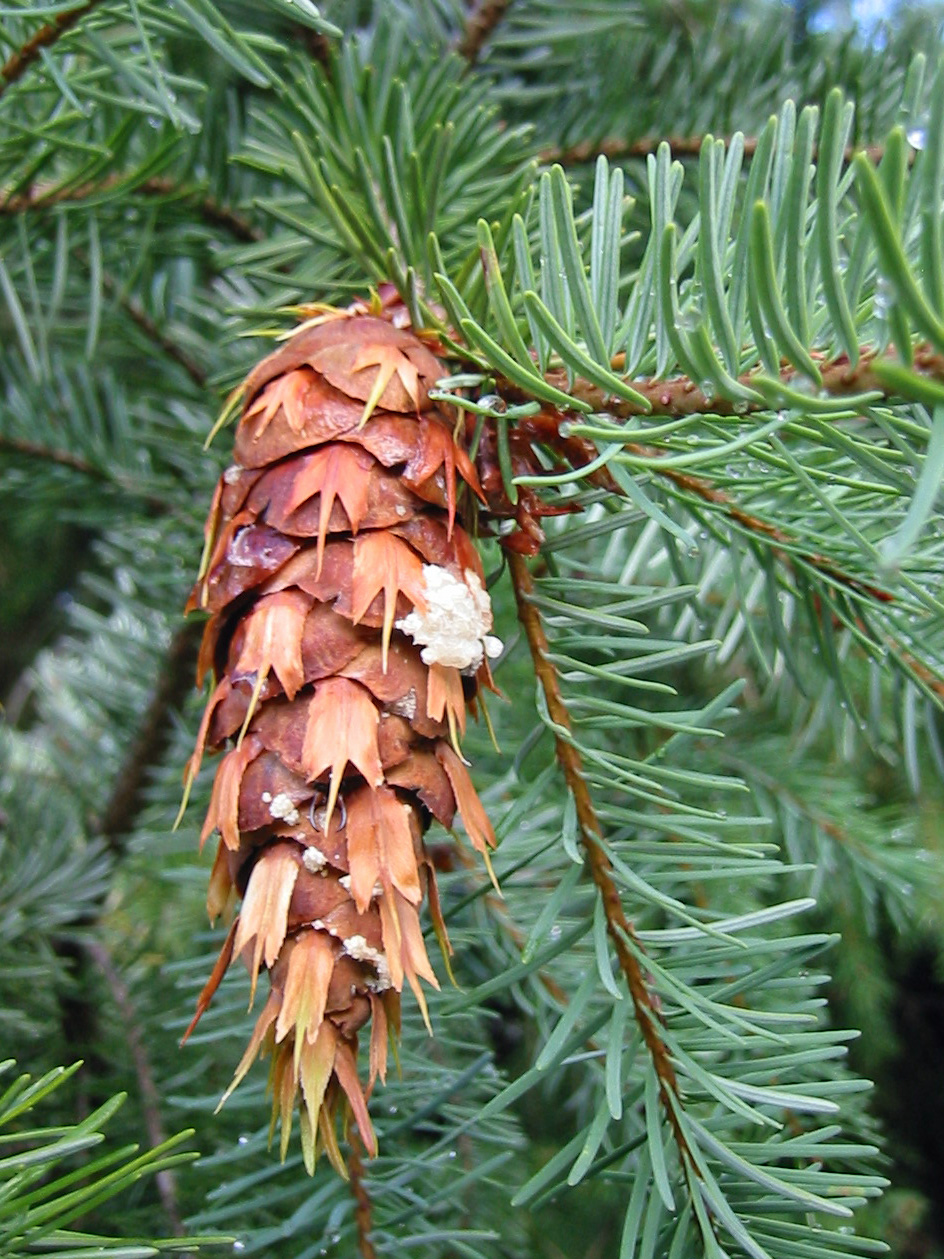
Weiblicher Zapfen der Gewöhnlichen Douglasie mit dreizipfligen Deckschuppen
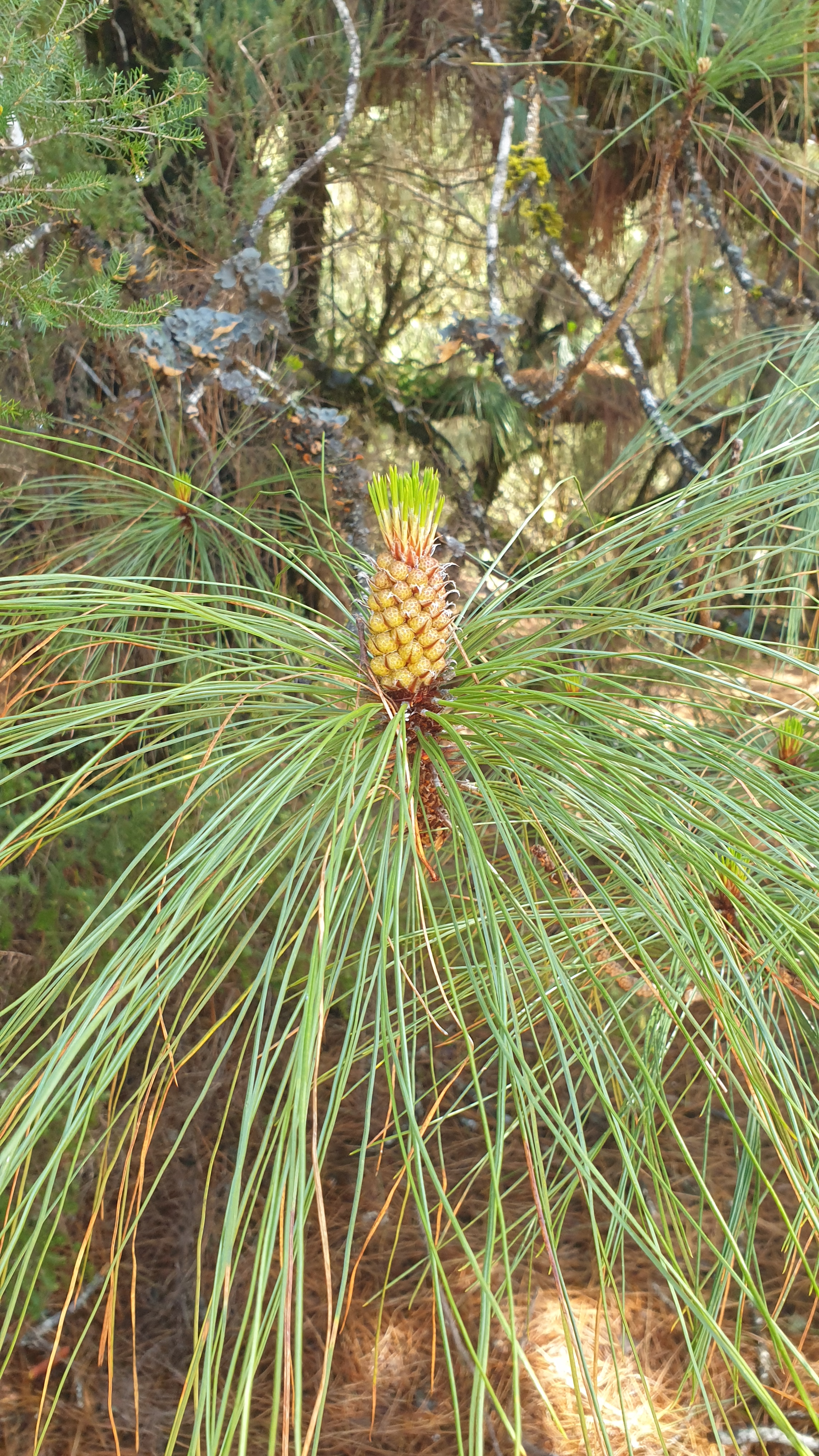
Männliche Pollenzapfen der Kanarenkiefer, die in Büscheln gruppiert sind und die an das Aussehen einer Ananas erinnern, welche den englischen und spanischen Namen dieser Frucht (pineapple, piña tropical) erklären.

### Abgewandelte Formen bei Wacholder (Juniperus), Eiben und Nusseiben (TaxusundCephalotaxus)
Bei einigen Koniferen sind die Zapfen sehr stark modifiziert, z. B. die „Beeren“ des Wacholders, bei denen man in unreifem Zustand noch die Schuppen erkennen kann, im reifen Zustand aber nicht mehr. Die drei obersten Schuppenblätter werden bei der Reife fleischig und bilden die Wacholderbeere (Beerenzapfen).
Bei den Eiben und Nusseiben sind vom Zapfen nur noch einige kleine Schuppen und eine bis zwei Samenanlagen bzw. ein Samen übrig und der Samen ist von einem fleischigen Arillus überzogen. Weil die weiblichen Strukturen aber mit größter Wahrscheinlichkeit auf eine Zapfenstruktur mit Deck- und Samenschuppen zurückgehen werden auch diese Gebilde oft Zapfen genannt. Die männlichen Blüten haben denselben Grundbauplan wie bei den anderen Koniferen, wenn auch die Staubblätter Besonderheiten aufweisen.

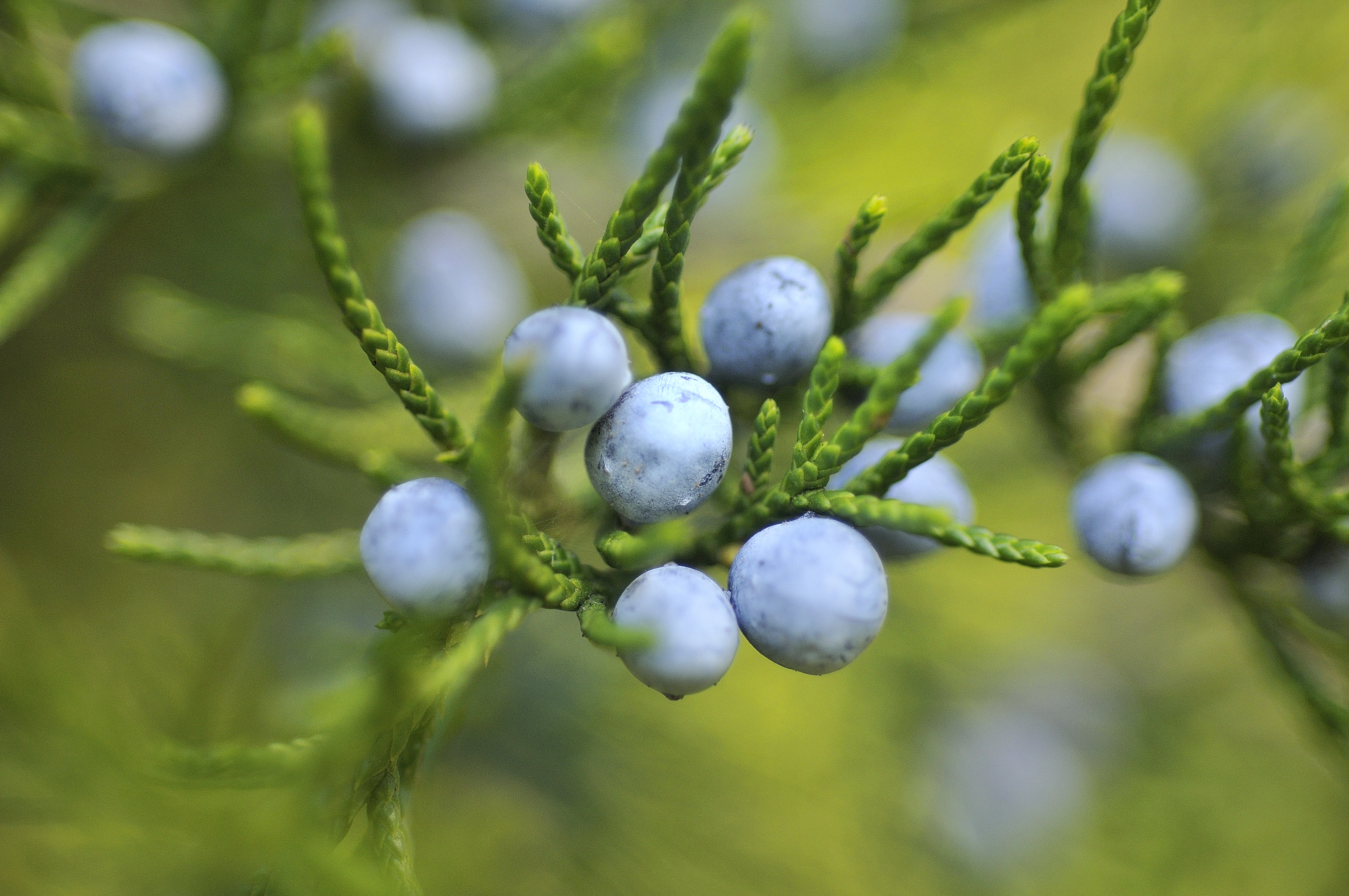
Weibliche „Beerenzapfen“ eines Wacholders
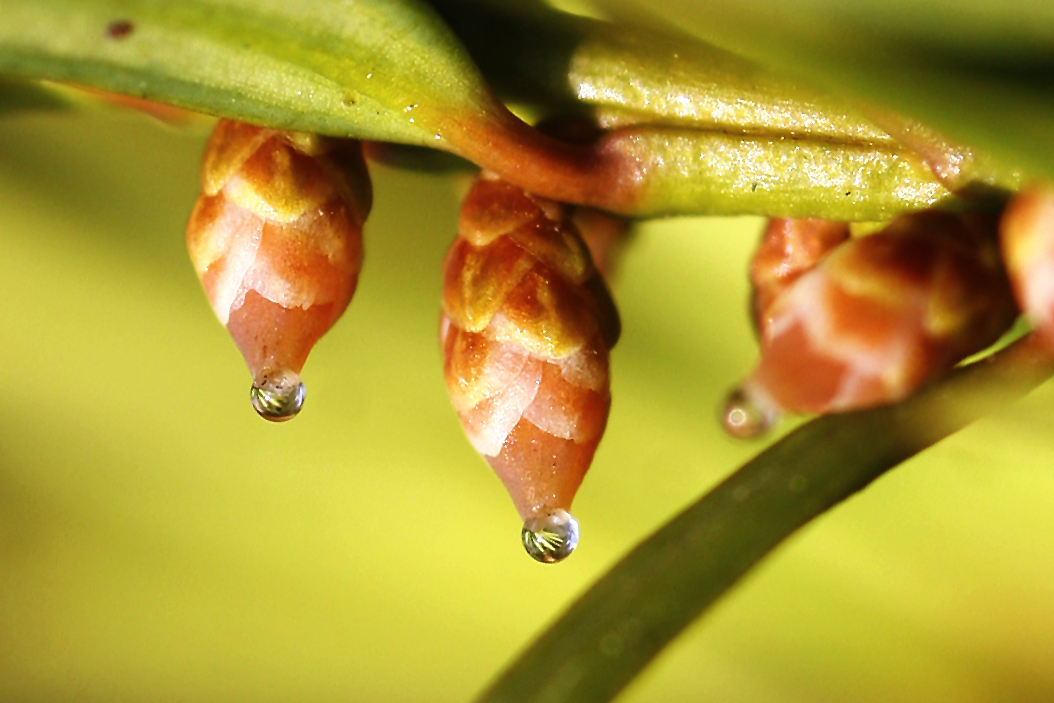
Weiblicher Zapfen einer Europäischen Eibe

## Zapfen der Palmfarne (Cycadopsida)
Als Zapfen bezeichnet werden auch die männlichen und weiblichen Blüten- und Samenstände der Palmfarne, die aus schraubig um eine Achse angeordneten, mehr oder weniger schuppenförmigen Staubblättern (Mikrosporophyllen) bzw. „Fruchtblättern“ (Megasporophyllen) bestehen. Sie können typischen Koniferenzapfen sehr ähnlich sehen und werden manchmal riesig groß und schwer. „Ein weiblicher Zapfen von Lepidozamia peroffskyana (Syn. :Makrozamia denisonii) war 94 cm lang und wog 38 kg, einer von Encephalartos caffer sogar 42 kg.“

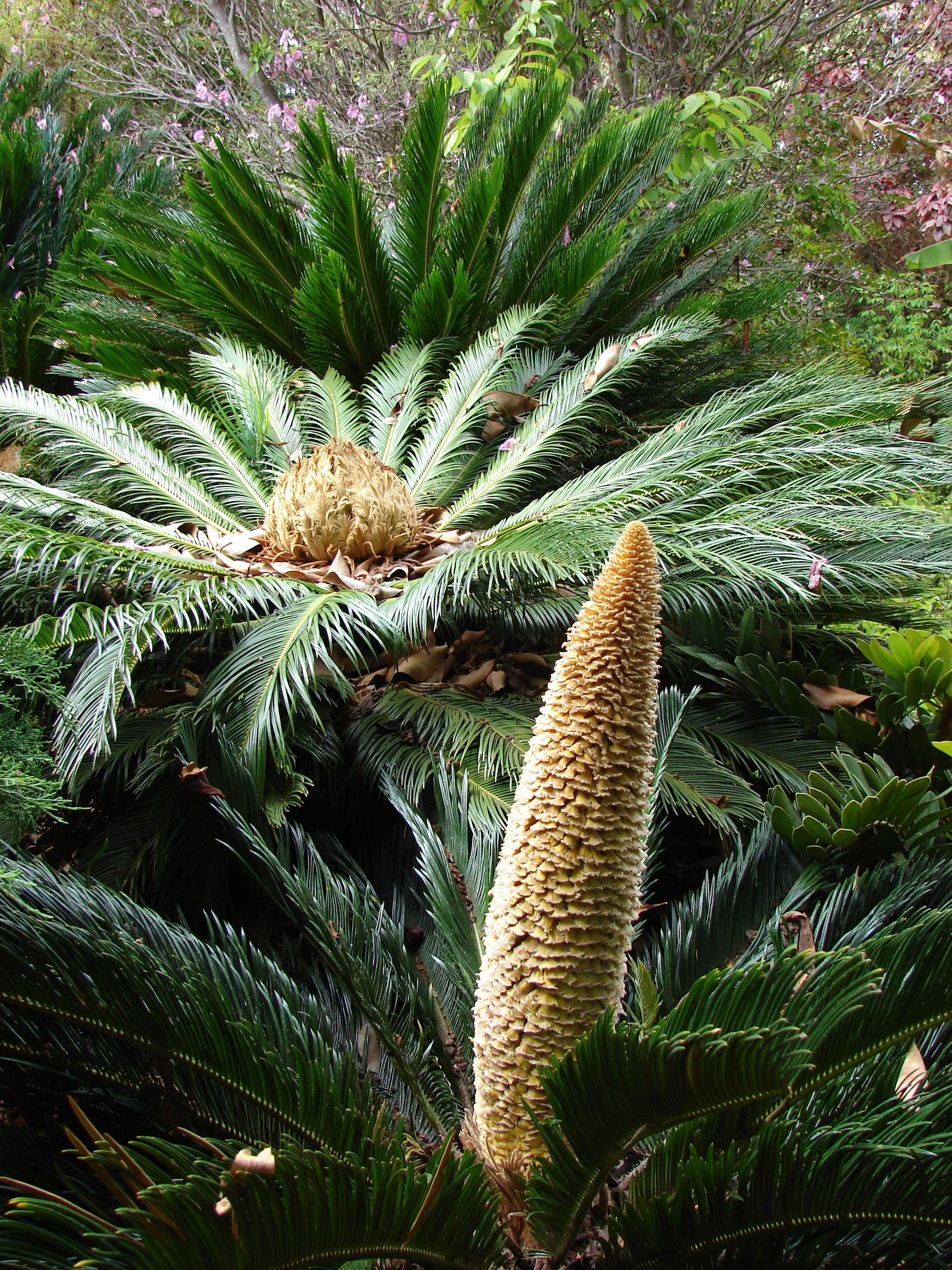
Männliches und weibliches Zapfenexemplar von Cycas revoluta
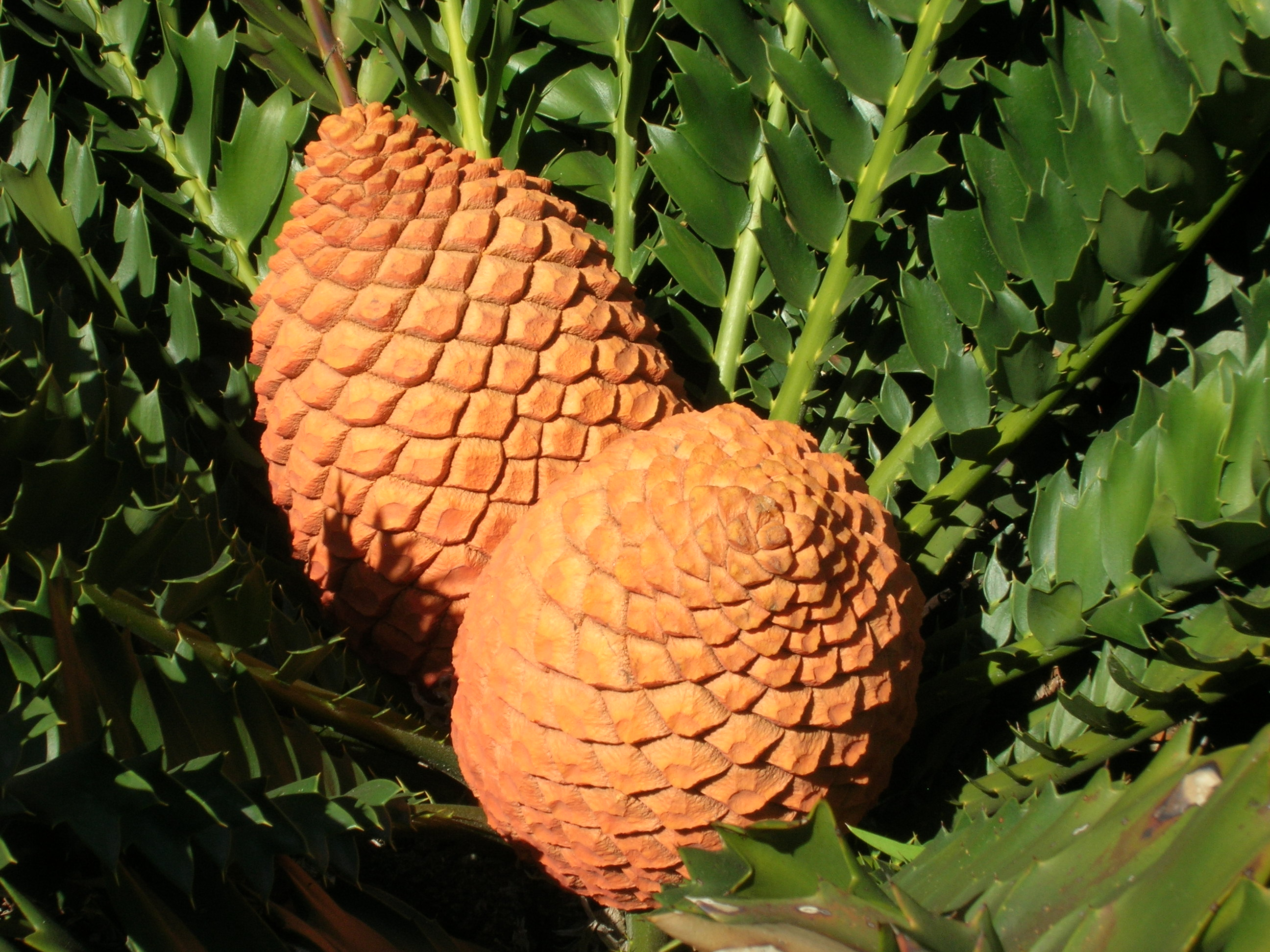
Zapfen des Palmfarns Encephalartos ferox

## Blütenstände bei Angiospermen
Die ursprüngliche Angiospermen-Blüte trägt die Staub- und Fruchtblätter in schraubiger Anordnung an einer gestreckt-konischen Blütenachse. Diese Anordnung wird gelegentlich auch als „Zapfenblüte“ bezeichnet. Von diesem ursprünglichen Zustand sind die verschiedenen modernen Angiospermenblüten abgeleitet. Zur Frage, ob die Angiospermenblüte dabei einem Gymnospermenblütenstand, also einem Zapfen homolog ist, siehe Blüte#Evolution.
Verschiedene Blütenstände von Angiospermen mit überlappenden schuppenartigen Tragblättern wie die Fruchtstände der Erlen werden im Deutschen als zapfenartig beschrieben und von manchen Autoren auch als Zapfen bezeichnet.

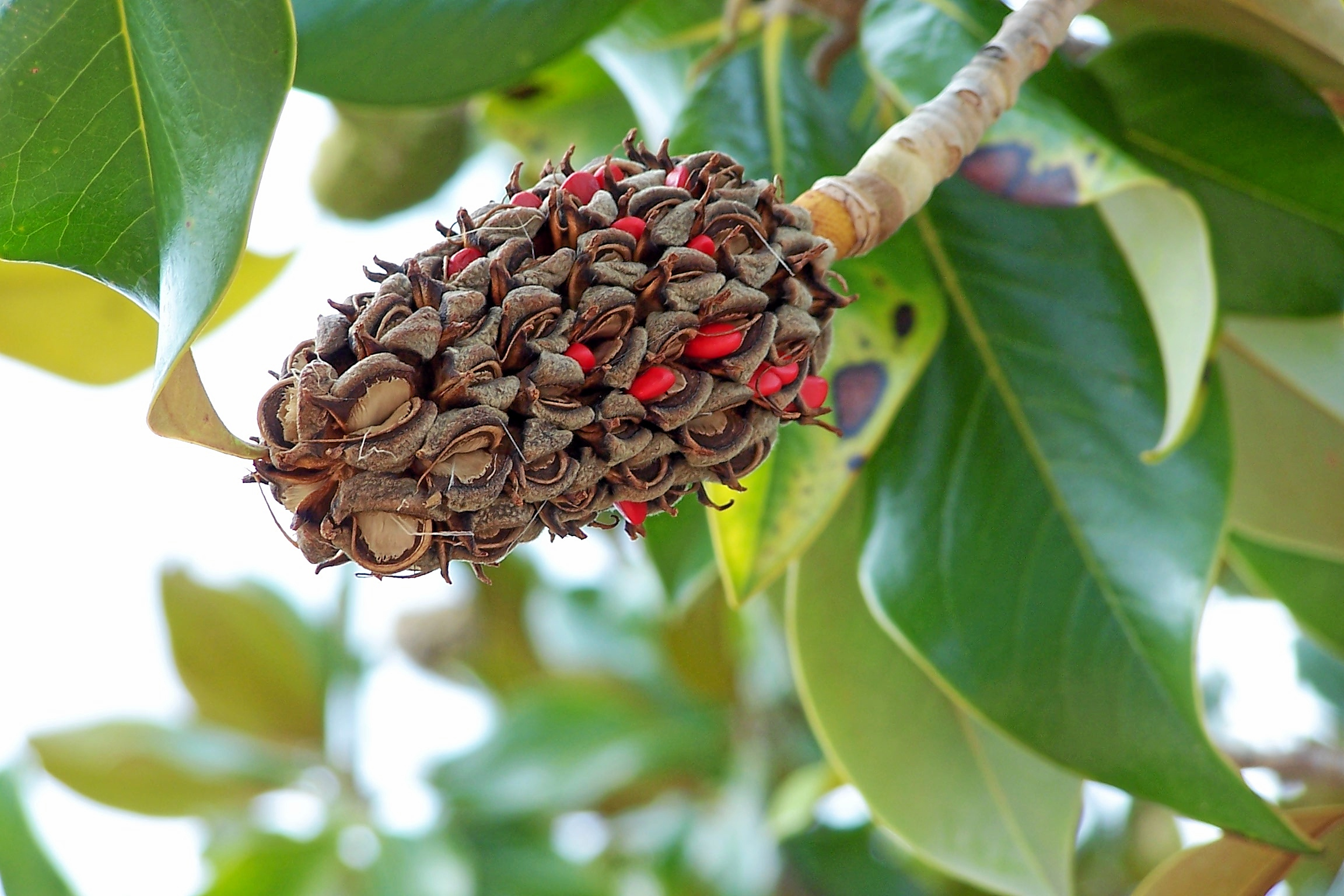
Magnolia grandiflora; „zapfenförmige“ Sammelbalgfrucht
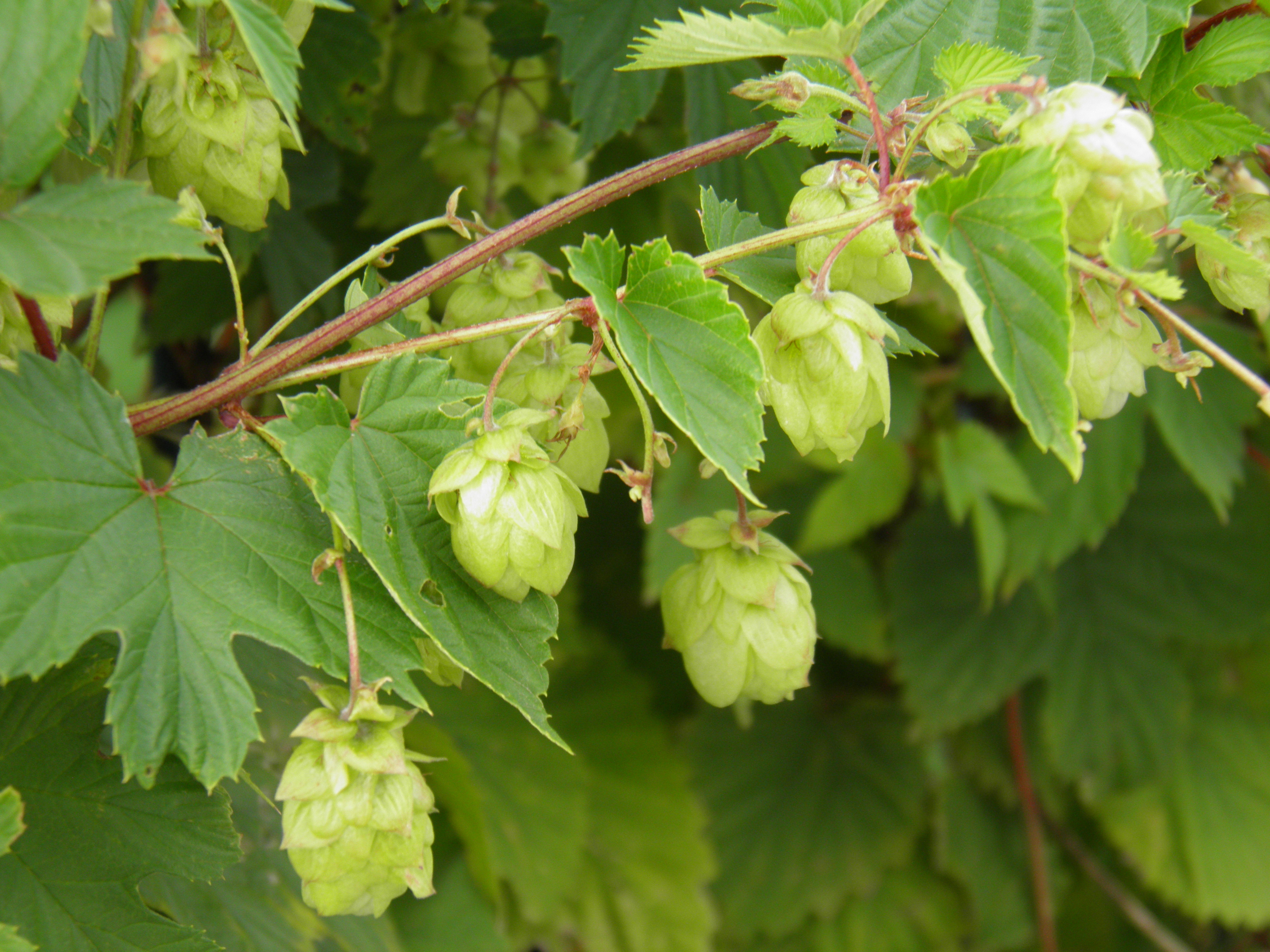
Zapfenförmige Fruchtstände des Hopfens
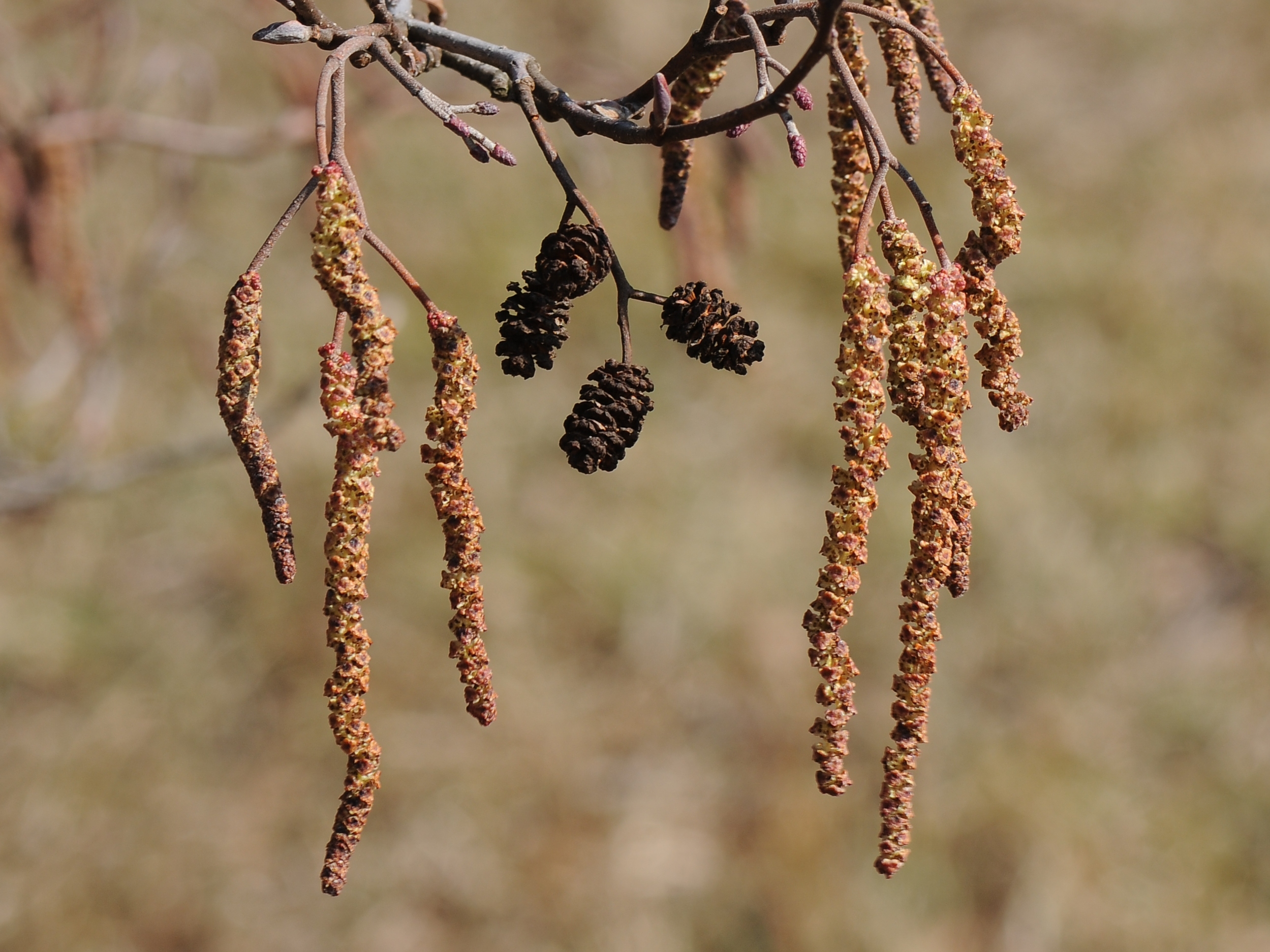
Zapfenförmige Ähren, „Erlenzapfen“ der Schwarzerle (Alnus glutinosa)

## Sporophyllstände der Schachtelhalme (Equisetaceae) und Bärlappe (Lycopodium)
Zu guter Letzt wird der Begriff Zapfen auch noch für die zapfenähnliche Anordnung der Sporophylle an den Sprossenden der Schachtelhalme und Bärlappe angewandt, z. B. im Englischen und im Französischen. Im Deutschen nannte man diese früher Blüten und heute meist korrekt Sporophyllstände.

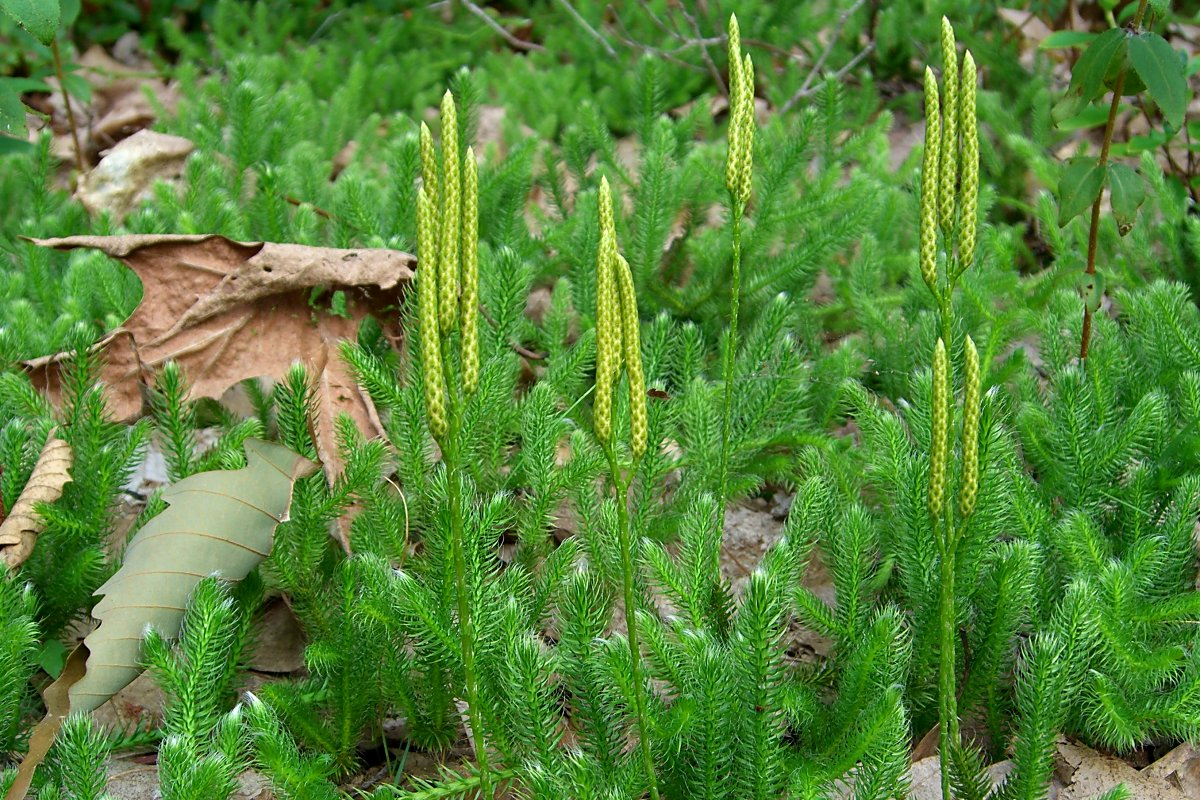
Zapfenförmige Sporophyllstände eines Bärlapps
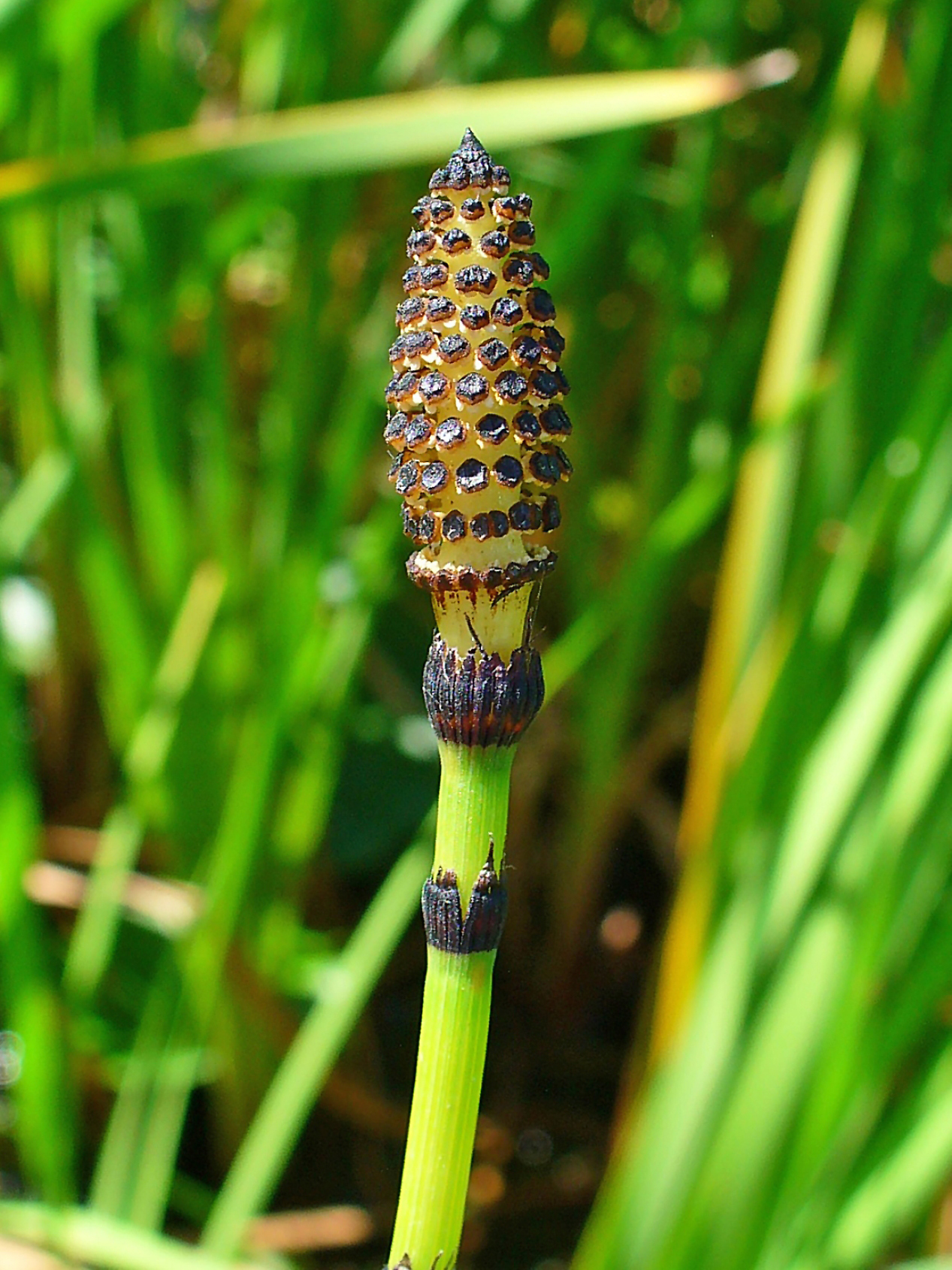
Zapfenförmiger Sporophyllstand eines Schachtelhalms

## Symbole

Tannenzapfen: Wappen von Zellhausen (Landkreis Offenbach)

Fichten-, Tannen- und Pinienzapfen galten aufgrund ihrer zahlreichen Samen als Fruchtbarkeitssymbol. Mit dieser Bedeutung krönt ein Pinienzapfen den Thyrsosstab des Fruchtbarkeitgottes Dionysos. Insbesondere die Zirbelnuss, der weibliche Zapfen der Zirbelkiefer, wurde bei den Römern und später bei den Christen zum Symbol der Unsterblichkeit.